# Mainqué
Mainqué es una localidad argentina, ubicada al norte de la provincia de Río Negro, en el departamento General Roca, Patagonia argentina.
En relación con su posición dentro del contexto fluvial, se ubica en el Alto Valle del Río Negro entre las localidades de Cervantes e Ingeniero Luis A. Huergo, a la vera de la Ruta Nacional 22 que bordea al río Negro por el norte.

## Población
Los resultados definitivos del censo 2010 arrojaron que el municipio posee 2.783 habitantes. Este dato incluye barrios rurales alejados de la aglomeración principal y población rural dispersa. La tasa de crecimiento demográfico con respecto al censo 2001 fue del 0,51%. Otro dato significativo es el índice de masculinidad, que es 103% lo cual fue superior al otras localidades del mismo tamaño. La localidad propiamente dicha contó con 1,848 habitantes (Indec, 2010), lo que representó un incremento del 21% frente a los 1,524 habitantes (Indec, 2001) del censo anterior. 

El censo 2022 arrojó 1.168 viviendas con una población estable de 3.230 habitantes.
| Gráfica de evolución demográfica de Mainqué entre 1991 y 2022 |
|                                                               |
| Fuente: Censos nacionales del INDEC                           |

## Historia
El primer intento de poblar esta zona se remonta probablemente al año 1912, cuando aún no había ninguna perspectiva de cultivos. Recién entrado el año 1921 se proyecta la colonia junto con las primeras obras de irrigación, desmonte y emparejamiento, y el 4 de noviembre de 1923 comienza a construirse una estación ferroviaria en el kilómetro 1127, numeración que correspondía al ferrocarril. 
Durante los años que van desde 1922 a 1924 es cubierta la necesidad de educar a los primeros pioneros. En 1925, comienza a funcionar de manera oficial la escuela primaria en un galpón cedido a tal efecto por el señor administrador de la Colonia Francesa, don Santiago André. Posteriormente, junto con el apoyo de las autoridades, comienza a construirse la escuela en el predio de la chacra N.º 371, que luego sería alquilada por el Consejo Nacional de Educación. La escuela se inaugura el día 1° de abril de 1927 como escuela N.º 72, aunque luego es cambiada por N.º 61 al existir en el territorio ya otra escuela con esa denominación.
Puesto que no existía una fecha que determinara fehacientemente el acto de fundación de la colonia, y a los efectos de su implementación, en el año 1964 las autoridades municipales convocaron a una asamblea pública en la que se pusieron a consideración distintas opciones recogidas. De esto, surgió que se establecería al 28 de octubre de 1925 como fecha de fundación, honrando al día en que se reunió por primera vez la población de la colonia en forma oficial, oportunidad en que se izó la enseña patria y se entonaron las estrofas del Himno Nacional.
Ante la conmemoración del 50 aniversario (1975), las autoridades municipales creen oportuno dotar de un escudo a la localidad. El Sr. Hugo Pérez diseña un modelo que es aprobado de manera unánime y constituye el emblema del pueblo.[cita requerida]

## Toponimia
Se cree que debe su nombre a un cacique mapuche que habitaba la región. El significado de la voz aborigen proveniente del mapudungun maiñké es cóndor, o el de me-mauqué, Laguna del Cóndor.
Por un error ortográfico se nombró Mainqué, en realidad era Magué.